# Desaparición de Russell Bohling
Russell Bohling (Kingston upon Hull, Yorkshire; 29 de diciembre de 1991) era un joven inglés que desapareció en West Ella, una pequeña localidad ubicada en la parroquia de Kirk Ella, dentro del municipio de Kingston upon Hull, el martes 2 de marzo de 2010. Sobre su desaparición, la policía manejó diversas teorías, desde la del suicidio al accidente fortuito, mientras que su familia sostiene que hubo un tercero implicado. A pesar de los repetidos llamamientos para que se presenten testigos, la desaparición de Bohling sigue sin resolverse.

## Desaparición
En la mañana del 2 de marzo de 2010, Bohling salió de la casa, en West Ella, para asistir al Bishop Burton College en Beverley, donde estudiaba albañilería. No se sabe si realmente asistió a sus clases ese día, pero su Renault Clio fue encontrado a 72 kilómetros de distancia, en Bempton Cliffs, cerca de una antigua base y búnker de la Real Fuerza Aérea en Bempton, en la costa de Yorkshire del Este.
El vehículo de Bohling fue localizado por un trabajador de la Royal Society for the Protection of Birds (RSPB) a las 5 de la tarde de ese mismo 2 de marzo, y seguía allí cuando el trabajador regresó a la mañana siguiente. Se comprobó que el coche llevaba un ticket de compra de un día completo de aparcamiento que había sido adquirido a las 11:30 horas de la mañana del 2 de marzo.

## Primeras pesquisas
En las primeras búsquedas en la zona, el antiguo búnker de la RAF sólo se revisó en busca de un ser humano vivo, algo que la familia de Bohling criticaría posteriormente. El Servicio de Rescate y Extinción de Incendios de Humberside (HF&RS, por sus siglas en inglés) llevó a cabo una primera búsqueda utilizando cámaras sensibles al calor y linternas, que no serían efectivas si Bohling estuviera muerto en ese momento. Los bomberos volvieron y, como ejercicio de entrenamiento, llevaron a cabo una búsqueda más detallada del búnker en diciembre de 2012. Cuando se llevó a cabo esta última, la familia de Bohling estuvo presente en la sesión informativa y permaneció allí durante las tres horas que el HF&RS estuvo dentro del búnker. El registro costó a la familia 1 200 libras esterlinas, ya que el hormigón del búnker había sido sellado debido a su uso ilegal.
También se llevaron a cabo búsquedas en los alrededores del búnker y en Bempton Cliffs, una zona costera de acantilados conocido por los lugareños por ser un espacio que muchos usan para suicidarse saltando desde los mismos. Los guardacostas también ayudaron realizando búsquedas en el mar y desde el aire. La familia de Bohling inició más tarde un procedimiento judicial sobre la exhaustividad de la búsqueda, pero el caso fue desestimado cuando el juez que presidía el caso dijo que no correspondía a los tribunales determinar si una investigación se había "gestionado bien".
También se llevaron a cabo registros en la casa de vacaciones de la familia Bohling en Ravenscar, en Yorkshire del Norte. Dos años después de la desaparición de Bohling, su familia encontró en la casa de vacaciones su mejor par de zapatillas de entrenamiento, que están convencidos de que llevaba el día de su desaparición.

## Continuación de la investigación
La policía estaba ansiosa por determinar cuáles habían sido los movimientos de Bohling tres días antes de su desaparición. Había salido de casa y regresado sin informar a nadie de dónde había estado ni de lo que había hecho. Las investigaciones determinaron más tarde que había visitado York, Bradford y Bridlington, pero no se supo por qué ni qué hizo allí.
Se descubrió que Bohling había entrado en una página web de la RAF de Bempton a las 7:30 de la mañana del día de su desaparición y que también había consultado una página web sobre Ravenscar. Su padre indicó que se había interesado por las obras de arte erótico y satánico que una secta había dejado en las paredes del búnker en los años setenta, mucho después de que se cerrara la zona. Bohling había guardado la información de los dibujos en una memoria USB que no "coincidía con la de su ordenador ni con las de su colegio". Dicha memoria no fue encontrada durante los registros.
La familia de Bohling insiste en que un tercero estuvo implicado en la desaparición, señalando el hecho de que su coche sólo tenía 3,8 litros de combustible, por lo que sería imposible llegar a la zona de Bempton sin parar antes a repostar. La familia recreó los viajes que realizó después del último repostaje de su coche, que se hizo el 1 de marzo de 2010, determinando que el coche se quedó sin combustible a la altura de Brandesburton, a 32 kilómetros de Bempton. La tarjeta de débito de Bohling no había sido utilizada y llevaba muy poco dinero en efectivo, lo que, según la familia, indicaba que había alguien más con Bohling cuando condujo hasta Bempton.
La familia también sostiene que un pago de 300 000 libras que su padre iba a darle para que pudiera poner en marcha un negocio también puede estar detrás de su desaparición. Bohling tenía un trastorno del habla y del lenguaje por el que, cuando la gente le pregunta si estaba bien, respondía "sí" aunque no lo estuviera. Su familia dice que esto le hace vulnerable.
La policía también cree que Bohling se suicidó a causa de una cinta que habían encontrado en la que insinuaba suicidarse. La familia se esforzó en señalar que se trataba de una cinta de hacía tres años que Bohling había grabado cuando tenía 15 años y estaba preocupado por sus exámenes.

## Acontecimientos posteriores
La desaparición de Bohling fue objeto de un llamamiento en el programa de la BBC Crimewatch en el verano de 2010.
Cuando su familia comprobó las pertenencias que Bohling había llevado consigo el día de su desaparición, se descubrió que faltaban sus botas marrones con casquillo de acero. En agosto y septiembre de 2010 se encontraron pies humanos en las orillas del estuario del Humber. El segundo hallazgo fue un pie humano envuelto en una bota de acero marrón. Tras una exhaustiva investigación, se descubrió que los pies no estaban relacionados con la desaparición del joven.
Posteriormente, el padre de Bohling fue condenado por posesión de pornografía infantil cuando la policía registró el ordenador que les había entregado con la esperanza infructuosa de que pudiera revelar pistas sobre el paradero de su hijo.